# Doris de Jong
Doris de Jong (1 de fevereiro de 1902 – 11 de abril de 1991) foi um esgrimista holandês que participou dos Jogos Olímpicos de Verão de 1928 e de 1932, sob a bandeira dos Países Baixos.